# Esoterie
Esoterie verwijst naar overtuigingen of leertradities die slechts voor ingewijden, geïnitieerden, toegankelijk is, dit in tegenstelling tot exoterie, waarvan de informatie en kennis voor iedereen verifieerbaar en toegankelijk is. Heel wat levensbeschouwelijke stromingen en genootschappen beroepen zich op esoterische opvattingen die zowel het individu als de kosmos betreft en ontwikkelen daarbij een eigen leer en methodiek. Esoterisch, occult en arcaan hebben gelijkaardige betekenissen en in de meeste contexten zijn de drie termen onderling verwisselbaar.
Als academisch studiegebied is esoterie de studie van alternatieve of gemarginaliseerde religieuze bewegingen of filosofieën waarvan de aanhangers in het algemeen hun eigen overtuigingen, praktijken en ervaringen onderscheiden van de publieke, geïnstitutionaliseerde religieuze tradities. Tot de onderzoeksgebieden van esoterie behoren alchemie, astrologie, gnosticisme, hermetisme, kabbala, magie, mystiek, neoplatonisme, nieuwe religieuze bewegingen die verband houden met deze stromingen, negentiende-, twintigste- en eenentwintigste-eeuwse occulte bewegingen, rozenkruisers, geheime genootschappen en christelijke theosofie.

## Etymologie en definitie
Het woord esoterie is afkomstig van het Griekse εσωτερική en betekent het inwendige of het verborgene; dit in tegenstelling tot het begrip exoterie, dat het uitwendige of het openbare betekent. Esoterie houdt zich bezig met wat aanhangers beschouwen als verborgen aspecten van de werkelijkheid, die niet zintuiglijk waarneembaar zijn. Dergelijke opvattingen staan dan ook haaks op natuurwetenschappelijke kennis, die immers stoelt op waarnemingen, logica en verifieerbaarheid.
In zijn dialoog Alcibiades (ca. 390 v.Chr.) gebruikt Plato de uitdrukking ta esô, wat de innerlijke dingen betekent en in zijn dialoog Theaetetus (ca.360 v.Chr.) schreef hij over ta eksô in de betekenis van de uiterlijke dingen. De eerste keer dat het begrip esôterikos opdook, was echter in Lucianus van Samosata's Βίων πρᾶσις (Biōn prãsis, Veiling van levens) dat rond 166 werd geschreven. Daarin heeft hij het over Aristoteles, die zowel esoterische (innerlijke) als exoterische (uiterlijke) leringen gaf.
Het begrip esoterie dekt vele ladingen en duidt zowel op individuele belevingen als op mystieke stromingen en scholen die beweren over verborgen esoterische wijsheden te beschikken. In veel esoterische stromingen worden symbolen, visioenen en andere bemiddelende elementen gebruikt, waarvan aanhangers geloven dat deze toegang bieden tot verborgen spirituele inzichten. Vaak is ook sprake van een vorm van initiatie om tot de esoterische kring te worden toegelaten.
Om esoterische stromingen die voornamelijk gebaseerd zijn op bronnen uit de late Oudheid en de Europese middeleeuwen te onderscheiden van bijvoorbeeld islamitische of joodse stromingen, wordt de term "westerse esoterie" vaak gebruikt.

## Geschiedenis
De westerse esoterische tradities hebben hun wortels in een religieuze manier van denken, die teruggaat tot het gnosticisme, het hermetisme en het neoplatonisme in de hellenistische wereld tijdens de eerste eeuwen van onze jaartelling. Tijdens de renaissance leidde de herontdekking van oude teksten tot de wetenschappelijke studie en de herleving van magie, astrologie, alchemie en kabbala. Na de reformatie leidde deze geestelijke stroming tot bewegingen als de theosofie, de rozenkruisers en de vrijmetselarij. De hernieuwde belangstelling voor esoterie in de moderne tijd begint met het 19e-eeuws spiritualisme, Blavatsky’s theosofie en de oprichting van een aantal magische ordes zoals de Golden Dawn. Invloedrijke 20e-eeuwse auteurs over esoterie waren onder meer Rudolf Steiner, Alice Bailey, George Gurdjieff, en de analytische psycholoog Carl Gustav Jung.
Niet-westerse tradities kunnen ook kenmerken van esoterische bewegingen vertonen. Zo benadrukken Ismaïli-moslims ook een onderscheid tussen het innerlijke en het uiterlijke. Geestelijke verlossing wordt bereikt door het ontvangen van de Nur (licht) door middel van het esoterische, dat wil zeggen de spirituele zoektocht naar verlichting. Ismaili-islam heeft ook enkele van de kenmerken die geassocieerd worden met esoterie zoals gedefinieerd door Antoine Faivre (zie artikel Westerse esoterie), zoals het geloof in een tussenliggende geestelijke sfeer als bemiddelaar tussen de mens en het goddelijke. Esoterische stromingen in het boeddhisme, die onder de algemene categorie van het Vajrayana-boeddhisme vallen, passen esoterische trainingen toe in Boeddha's leer, door het gebruik van symbolen, mantra's en handgebaren, of mudra. De vooruitgang die studenten boeken op deze paden wordt gemarkeerd met inwijdingsrituelen.

## Esoterische (of mystieke) scholen of stromingen
- Antroposofie
- Ariosofie
- Avatar
- Druïde
- Gnosis
- Golden Dawn
- Hermetische kabbala
- Hermetisme
- Illuminati
- Kabbala
- Martinisme
- Mysteriecultus
- New age
- Reiki
- Rozenkruisers
- Satanisme
- Scientology
- Soefisme
- Tempeliers
- Theosofie
- Tibetaans boeddhisme
- Thule-Gesellschaft
- Vajrayana
- Vrijmetselarij
- Wicca
- Yoga